# Lublé
Lublé és un municipi francès, situat al departament de l'Indre i Loira i a la regió de Centre – Vall del Loira. L'any 2007 tenia 134 habitants.

## Demografia

### Població
El 2007 la població de fet de Lublé era de 134 persones. Hi havia 64 famílies, de les quals 16 eren unipersonals (12 homes vivint sols i 4 dones vivint soles), 32 parelles sense fills, 8 parelles amb fills i 8 famílies monoparentals amb fills.
La població ha evolucionat segons el següent gràfic:
Habitants censats

### Habitatges
El 2007 hi havia 85 habitatges, 64 eren l'habitatge principal de la família, 7 eren segones residències i 14 estaven desocupats. Tots els 85 habitatges eren cases. Dels 64 habitatges principals, 58 estaven ocupats pels seus propietaris, 5 estaven llogats i ocupats pels llogaters i 1 estava cedit a títol gratuït; 2 tenien una cambra, 4 en tenien dues, 11 en tenien tres, 19 en tenien quatre i 28 en tenien cinc o més. 33 habitatges disposaven pel capbaix d'una plaça de pàrquing. A 36 habitatges hi havia un automòbil i a 23 n'hi havia dos o més.

### Piràmide de població
La piràmide de població per edats i sexe el 2009 era:
| Homes | Edats   | Dones |
| ----- | ------- | ----- |
| 0     | 95 o +  | 0     |
| 0     | 90 a 94 | 0     |
| 0     | 85 a 89 | 0     |
| 4     | 80 a 84 | 0     |
| 4     | 75 a 79 | 4     |
| 0     | 70 a 74 | 0     |
| 4     | 65 a 69 | 4     |
| 16    | 60 a 64 | 8     |
| 4     | 55 a 59 | 8     |
| 8     | 50 a 54 | 0     |
| 8     | 45 a 49 | 12    |
| 0     | 40 a 44 | 0     |
| 0     | 35 a 39 | 0     |
| 4     | 30 a 34 | 4     |
| 4     | 25 a 29 | 4     |
| 8     | 20 a 24 | 4     |
| 4     | 15 a 19 | 0     |
| 0     | 10 a 14 | 4     |
| 0     | 5 a 9   | 0     |
| 0     | 0 a 4   | 0     |

## Economia
El 2007 la població en edat de treballar era de 79 persones, 57 eren actives i 22 eren inactives. De les 57 persones actives 51 estaven ocupades (27 homes i 24 dones) i 6 estaven aturades (3 homes i 3 dones). De les 22 persones inactives 7 estaven jubilades, 7 estaven estudiant i 8 estaven classificades com a «altres inactius».

### Ingressos
El 2009 a Lublé hi havia 66 unitats fiscals que integraven 154 persones, la mediana anual d'ingressos fiscals per persona era de 15.931 €.

### Activitats econòmiques
Dels 5 establiments que hi havia el 2007, 1 era d'una empresa de construcció, 3 d'empreses de comerç i reparació d'automòbils i 1 d'una empresa immobiliària.
Dels 2 establiments de servei als particulars que hi havia el 2009, 1 era un electricista i 1 agència immobiliària.
L'any 2000 a Lublé hi havia 16 explotacions agrícoles que ocupaven un total de 855 hectàrees.

## Poblacions més properes
El següent diagrama mostra les poblacions més properes.